# Sládkovičovo
Sládkovičovo (em húngaro: Diószeg; em alemão: Diosek) é uma cidade da Eslováquia, situada no distrito de Galanta, na região de Trnava. Tem 29,09 km² de área e sua população em 2018 foi estimada em 5.219 habitantes.

## Demografia
| Ano:        | 1994 | 2004   | 2014   | 2024   |
| ----------- | ---- | ------ | ------ | ------ |
| Broj ljudi: | 5962 | 5654   | 5348   | 5386   |
| Razlika:    |      | -5,16% | -5,41% | +0,71% |

| Ano:               | 2023 | 2024   |
| ------------------ | ---- | ------ |
| Número de pessoas: | 5411 | 5386   |
| Diferença:         |      | -0,46% |